# Geoff Barrow
Geoffrey Paul Barrow (Walton in Gordano, 9 dicembre 1971) è un musicista e produttore discografico britannico ricordato per la sua militanza nei Portishead, nei Beak e nei Quakers. A partire dagli anni duemiladieci l'artista si è specializzato nella musica per film e serie televisive.

## Biografia

### Gioventù ed esordi

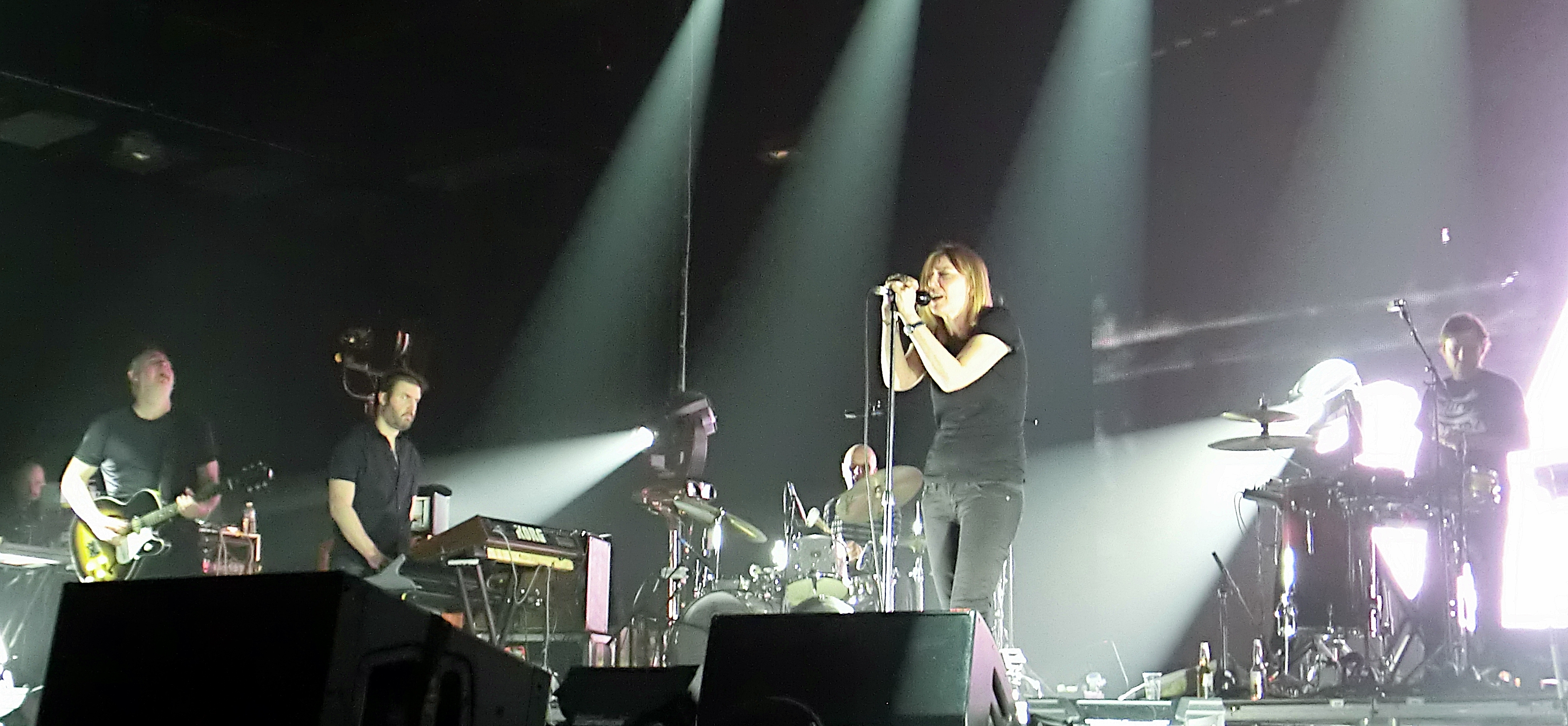
I Portishead durante un concerto (2013)

Barrow nacque a Walton in Gordano, nel Somerset. All'età di undici anni, in seguito al divorzio dei suoi genitori, Barrow si trasferì con la madre nella cittadina costiera di Portishead, ove iniziò a suonare la batteria e a fare il DJ hip hop per molti gruppi del luogo. Il musicista trovò il suo primo lavoro nel 1989, anno in cui divenne un ingegnere del suono presso i nuovissimi Coach House Studios.

### Anni 1990
Nel 1991, anno in cui scoprì l'album Blue Lines dei Massive Attack, Barrow fondò i Portishead con l'intento di "voler fare musica interessante, canzoni appropriate di durata adeguata e che possano avere un posto di rilievo nelle collezioni di dischi delle persone". Dopo aver esordito nel 1994 con due singoli e l'album Dummy, i Portishead proseguiranno la loro carriera discografica con poca soluzione di continuità.
Nel frattempo, Barrow fece dei remix per Primal Scream, Paul Weller, Gabrielle e Depeche Mode e collaborò con Tricky e Neneh Cherry.

### Anni 2000
Nel 2001 Barrow e Ashley Anderson dei Katalyst inaugurarono l'etichetta australiana Invada Records, il cui roster comprende i RuC.L e i Koolism, vincitori degli ARIA Awards. Due anni dopo, l'artista inglese fondò con Fat Paul la Invada UK, una label più sperimentale che scritturò gruppi come Gonga, Team Brick, Atavist, Joe Volk, Malakai e Crippled Black Phoenix.
Barrow partecipò insieme a Carl Hancock Rux e Tim Saul alle sessioni del primo disco di Stephanie McKay (2003) usando lo pseudonimo di Fuzzface. Inoltre, co-produsse The Invisible Invasion (2005) dei Coral e Primary Colours (2009) degli Horrors rispettivamente con Adrian Utley e Craig Silvey. Fece anche dei remix per i Gravediggaz e i Pharcyde ed entrò a far parte dei Beak con Billy Fuller (già membro dei Fuzz Against Junk) e Matt Williams (anche attivo nei Team Brick), che debuttarono nel 2009.

### Anni 2010
Nel 2010 Barrow fece la conoscenza della giornalista politica e musicista Anika e le produsse il suo primo album (2010).
Barrow fu il supervisore musicale del documentario Exit Through the Gift Shop, diretto dal misterioso artista Banksy, presentato in anteprima al Sundance Film Festival il 24 gennaio 2010 e proiettato nei cinema tre mesi dopo.
Agli inizi del 2012 venne annunciato che il supergruppo hip hop Quakers, dei quali Barrow faceva parte, sarebbe stato scritturato per la Stones Throw. Nello stesso anno collaborò con il compositore televisivo Ben Salisbury a Drokk: Music inspired by Mega-City One (2012).
Barrow compose i brani di Ex Machina (2015), prima di una serie di colonne sonore. Seguiranno quelle del film con Ben Wheatley Free Fire (2016) e di Annientamento (2018), alla quale collaborò con Salisbury.

## Discografia parziale

### Da solista

#### Album in studio
- 2012 – Drokk: Music Inspired By Mega-City One (con Ben Salisbury)

### Nei gruppi

#### Con i Portishead
- 1994 – Dummy
- 1997 – Portishead
- 2008 – Third

#### Con i Beak
- 2009 – Beak>
- 2012 – Beak>>
- 2018 – >>>

#### Con i Quakers
- 2012 – Quakers

## Colonne sonore
- 2015 – Ex Machina, regia di Alex Garland
- 2016 – Black Mirror, episodio 3x05, regia di Jakob Verbruggen
- 2016 – Free Fire, regia di Ben Wheatley
- 2018 – Annientamento, regia di Alex Garland
- 2021 – Il collezionista di carte, regia di Paul Schrader
- 2022 – Men, regia di Alex Garland
- 2024 – Civil War, regia di Alex Garland